# Cleary
Cleary – jednostka osadnicza w Stanach Zjednoczonych, w stanie Missisipi, w hrabstwie Rankin.